# Ferdinand Tönnies
Ferdinand Tönnies, nemški sociolog, filozof in ekonomist, * 26. julij 1855, okolica Oldensworta, Eiderstedt, Severna Frizija, † 9. april 1936, Kiel, Nemčija.
Bil je eden pomembnejših začetnikov sociologije, avtor prve nemške eksplicitno sociološke razprave Skupnost in družba (Gemeinschaft and Gesellschaft), ki je izšla leta 1887, ter dolgoletni predsednik Nemškega društva za sociologijo (1909 - 1933), vse do nacističnega prevzema oblasti. Bil je avtor mnogih socioloških in filozofskih del. Med filozofi, ki so najbolj vplivali nanj, izstopa Thomas Hobbes. Objavil je tudi njegove rokopise.
Najbolj je poznan prav po svojem razlikovanju med dvema tipoma družbenih skupin, med skupnostjo (Gemeinschaft) in družbo (Gesellschaft).